# La casa della paura
Pour plus de détails, voir Fiche technique et Distribution.
La casa della paura est un giallo italien réalisé par William Rose et sorti en 1974.

## Synopsis
Margaret Bradley est une jeune fille tout juste libérée de prison qui loue une chambre dans une maison appartenant à Mme  Grant. Bientôt, elle est traquée par une secte sadique chapeautée par un mystérieux tueur en habits rouges.

## Fiche technique
- Titre original italien : La casa della paura[1]
- Réalisateur : William Rose
- Scénario : Gianfranco Baldanello, William Rose
- Photographie : Mario Mancini
- Montage : Piera Bruni, Gianfranco Simoncelli
- Musique : Berto Pisano
- Décors : Giuseppe Ranieri
- Production : Dick Randall
- Société de production : Euro Italian Film Productions
- Pays de production :  Italie
- Langues originales : italien
- Format : Couleurs par Eastmancolor - 1,66:1 - Son mono - 35 mm
- Durée : 84 minutes
- Genre : Giallo
- Dates de sortie :
  - États-Unis : juillet 1974
  - Italie : 22 décembre 1975 (visa délivré le 6 septembre 1973[1])

## Distribution
- Daniela Giordano : Margaret Bradley
- Angelo Infanti : Frank Grant
- John Scanlon : Jack Whitman
- Rosalba Neri : Alicia Songbird
- Brad Harris : Charlie
- Frank Latimore : Johnson
- Giovanna Galletti : Mme Mary Grant
- Dada Gallotti : Claire
- Nuccia Cardinali : Mme Craig
- Karin Schubert : Maria
- Raf Vallone : M. Dresse